# صبغي 7
الصبغي البشري السابع (بالإنجليزية: Chromosome 7)‏ هو أحد 23 زوجاً صبغياً بشرياً، والشخص الطبيعي يملك زوجاً من هذا الصبغي، ويحوي الصبغي 158 مليون زوجاً من أسسس الدنا ويشكل حوالي 5.5% من دنا الخلية.